# Blaavand melder storm
Blaavand melder storm er en dansk spillefilm fra 1938 instrueret af Alice O'Fredericks og Lau Lauritzen Jr. efter manuskript af Alice O'Fredericks, Lau Lauritzen Jr. og Børge Müller.

## Handling
Omkring år 1900 rasede en frygtelig storm langs den jyske vestkyst. Inde på land stod klynger af ængstelige kvinder og stirrede ud over det frådende hav, hvor deres mænd kæmpede for livet. En af enkerne nægter at lade sin søn blive fisker og rejser med ham til hovedstaden. Da moderen mange år senere er død, vender drengen dog tilbage til det farefulde erhverv, han blev født ind i.

## Medvirkende
- Osvald Helmuth
- Frits Helmuth
- Betty Söderberg
- Lise Thomsen
- Axel Frische
- Lau Lauritzen junior
- John Price
- Sigurd Langberg
- Carl Fischer
- Gunnar Lauring